# コンセール・ラムルー
コンセール・ラムルー（Concerts Lamoureux）は、パリの民営のオーケストラ。ラムルー管弦楽団（Orchestre Lamoureux）とも呼称される。

## 概要
1881年、シャルル・ラムルーにより設立された。コンセール・パドルー、コンセール・コロンヌと並ぶ、パリ3大民間オーケストラの一つである。
後述するように、フォーレ、ドビュッシー、ラヴェルといった作曲家の数々の管弦楽曲等の初演を行っている。
1993年から2010年まで、佐渡裕が首席指揮者を務めた。日本においてはこのことによって当該楽団を知る向きも多い。

### 歴史
1881年、ヴァイオリン奏者で指揮者のシャルル・ラムルーが、パリ10区にあったシャトー・ド・オー劇場（Théâtre du Château d'Eau）と週毎のコンサートを契約し、『新コンサート協会』（la Société des Nouveau Concerts）を編成して、10月23日、初の演奏会を開いた。パリにはすでに、パリ音楽院管弦楽団、コンセール・ポピュレール、コンセール・コロンヌがあった。
コンサートでラムルーは、内外の新しい曲の演奏に努め、また、ワーグナーの紹介に意欲的であった。
1897年、ラムルーは女婿のカミーユ・シュヴィヤールに席をゆずり、協会は『コンセール・ラムルー協会』（l'Association des Concerts Lamoureux）と改名した。
その後演奏会場を転々と変えたが、1907年から、8区に新築されたサル・ガヴォー（Salle Gaveau）を本拠とした。
第一次世界大戦中の1914年から1918年までは、楽員不足のためコンセール・コロンヌと合同し、カミーユ・シュヴィヤールがコンセール・ラムルーの名で、ガブリエル・ピエルネがコンセール・コロンヌの名で指揮して、交互に演奏会を続けた。
- 1940年、8区、エトワール広場に近いサル・プレイエル（Salle Pleyel）に移った。
- 1960年、イーゴリ・マルケヴィチ指揮でアメリカ合衆国を巡演した。
- 1991年10月3日、1000回目の演奏会を開いた。
- 1993年、佐渡裕が首席指揮者となり、次第に経済的に立ち直った。
- 2005年3月24日、浜崎あゆみと『MY STORY Classical』を録音した。
- 2017年6月9日、10日に、宮崎駿監督のアニメーション映画の映画音楽を久石譲が指揮するコンサートを開催した[1]。

## 歴代首席指揮者等
- シャルル・ラムルー（1881年 - 1897年）
- カミーユ・シュヴィヤール （1897年 - 1923年）
- ポール・パレー（1923年 - 1928年）
- アルベール・ヴォルフ（1928年 - 1934年）
- ウジェーヌ・ビゴー（1935年 - 1950年）
- ジャン・マルティノン（1951年 - 1957年）
- イーゴリ・マルケヴィチ（1957年 - 1961年）
- ジャン＝バティスト・マリ（1961年 - 1979年）
- ジャン・クロード・ベルネード（Jean Claude Bernède, 1979年 - 1991年）
- ヴァレンティン・コージン（1991年 - 1993年）
- 佐渡裕（1993年 - 2011年）
- フェイサル・カルイ（Fayçal Karoui, 2011年 - 2015年）
- アドリアン・ペルション (Adrien Perruchon, 2021年 - ）

## 初演の記録（抄）
各項末尾の括弧書きは、指揮者。
- シャブリエ：狂詩曲『スペイン』、1883年11月（ラムルー）
- ダンディ：フランスの山人の歌による交響曲、1887年3月20日、（ラムルー）
- ショーソン：交響詩『ヴィヴィヤーヌ』、1888年1月29日、（ラムルー）
- ダンディ：交響詩『ヴァレンシュタイン』、1888年2月26日、（ラムルー）
- フォーレ：『パヴァーヌ』、1888年11月25日、（ラムルー）
- フォーレ：『ペレアスとメリザンド』（組曲版）、1901年2月3日、（シュヴィヤール）
- ドビュッシー：『夜想曲』、1901年10月27日、（シュヴィヤール）
- ドビュッシー：『海』、1905年10月15日、（シュヴィヤール）
- リリ・ブーランジェ：『一兵士の葬儀のために』、1915年11月7日、（ピエルネ） ※コンセール・コロンヌと合同で
- ラヴェル：『ラ・ヴァルス』、1920年12月12日、（シュヴィヤール）
- イベール：『寄港地』、1924年1月6日、（パレー）
- ラヴェル：『古風なメヌエット』（オーケストラ編曲版）、1930年1月11日、（ラヴェル）
- ラヴェル：『ピアノ協奏曲ト長調』、1932年1月14日、（マルグリット・ロン（ピアノ）、ラヴェル）